# تانیا پوپا
تانیا پوپا (رومانیایی: Tania Popa؛ زادهٔ ۱۹ ژانویهٔ ۱۹۷۳) بازیگر اهل رومانی است.
از فیلم‌ها یا برنامه‌های تلویزیونی که وی در آن نقش داشته‌است، می‌توان به آنا، عشق من، چهار ماه، سه هفته و دو روز، چاشنی، بلوط، غرب و تیرانداز اشاره کرد.